# STS-62A
STS-62A — космический полёт по программе Спейс шаттл, седьмой планировавшийся полёт шаттла Дискавери, первый со стартового комплекса SLC-6 на базе Ванденберг, Калифорния. Запуск проводился бы в интересах Министерства Обороны США и стал бы первой в истории шаттлов миссией с запуском проведённым на полярную орбиту. Старт миссии планировался на 15 июля 1986 года, но был отменён после катастрофы шаттла Челленджер.

## Экипаж
| Организация | Астронавт         | Полёт | Позиция             |
| ----------- | ----------------- | ----- | ------------------- |
| НАСА        | Роберт Л. Криппен | 5-й   | Командир            |
| НАСА        | Гай С. Гарднер    | 1-й   | Пилот               |
| НАСА        | Ричард М. Муллейн | 2-й   | Специалист миссии-2 |
| НАСА        | Джерри Л. Росс    | 2-й   | Специалист миссии-1 |
| НАСА        | Дейл А. Гарднер   | 3-й   | Специалист миссии-3 |
| ВВС США     | Пит Олдридж       | 1-й   | Специалист по ПН-1  |
| ВВС США     | Джон Б. Уоттерсон | 1-й   | Специалист по ПН-2  |

## Обзор миссии
Первый успешный полёт миссии должен был стать началом серии пусков с базы Ванденберг — запуски из Калифорнии позволяли бы выводить спутники на орбиту с наклонением значительно превышающим таковое при пуске с мыса Канаверал.
Основной целью миссии был вывод на круговую орбиту в 320 км с наклонением 97 градусов военно-разведывательного спутника-телескопа «Бирюзовый Рубин» (англ. Teal Ruby)(позднее обозначался как AFP-888), он должен был оценить работу инфракрасных детекторов для будущих спутников раннего предупреждения, способных обнаружить низколетящие воздушно-реактивные аппараты, в том числе потенциальные крылатые ракеты противника. Помимо него Discovery нёс бы в грузовом отсеке экспериментальный инфракрасный телескоп CIRRIS (аббр. от англ. The Cryogenic Infrared Radiance Instrumentation for Shuttle — «Криогенный Инструмент Инфракрасного Излучения для Шаттла»).
Программа испытаний Teal Ruby была сложной и амбициозной. Планировалось, что в течение одного года будет проведено около 100 миссий по идентификации целей с помощью датчика на спутнике-телескопе. Самолёты пролетали бы через поле зрения датчика, а космический аппарат пытался бы как обнаружить, так и отследить их, либо в стационарном режиме наблюдения, либо с датчиком, движущимся внутри его карданного крепления. Наземный персонал находился бы в целевых районах для сбора данных о погоде и других факторах, которые могут повлиять на испытания. Датчик использовался бы для сбора данных о фоновых температурах. В частности, большая часть сбора данных должна была проводиться над ледяными полями к северу от Канады.
Этот полёт получил бы иное обозначение, отличимое от предыдущих — STS-62A. «STS» обозначает всю программу запуска шаттлов — Space Transportation System («Космическая Система Транспортировки»), Цифра «6» обозначает финансовый год (1986) НАСА, который продолжался с октября по сентябрь следующего календарного года, цифра «2» — место запуска шаттла, База ВВС Ванденберг ( у космического центра Кеннеди, соответственно, цифра 1), буква «A» — первый полёт с базы Ванденберг.

В последующих планах, Дискавери начиная с этой миссии, по соглашению между NASA и Министерством Обороны, закреплялся бы за Базой ВВС Ванденберг и совершал бы все запланированные военные полёты оттуда.

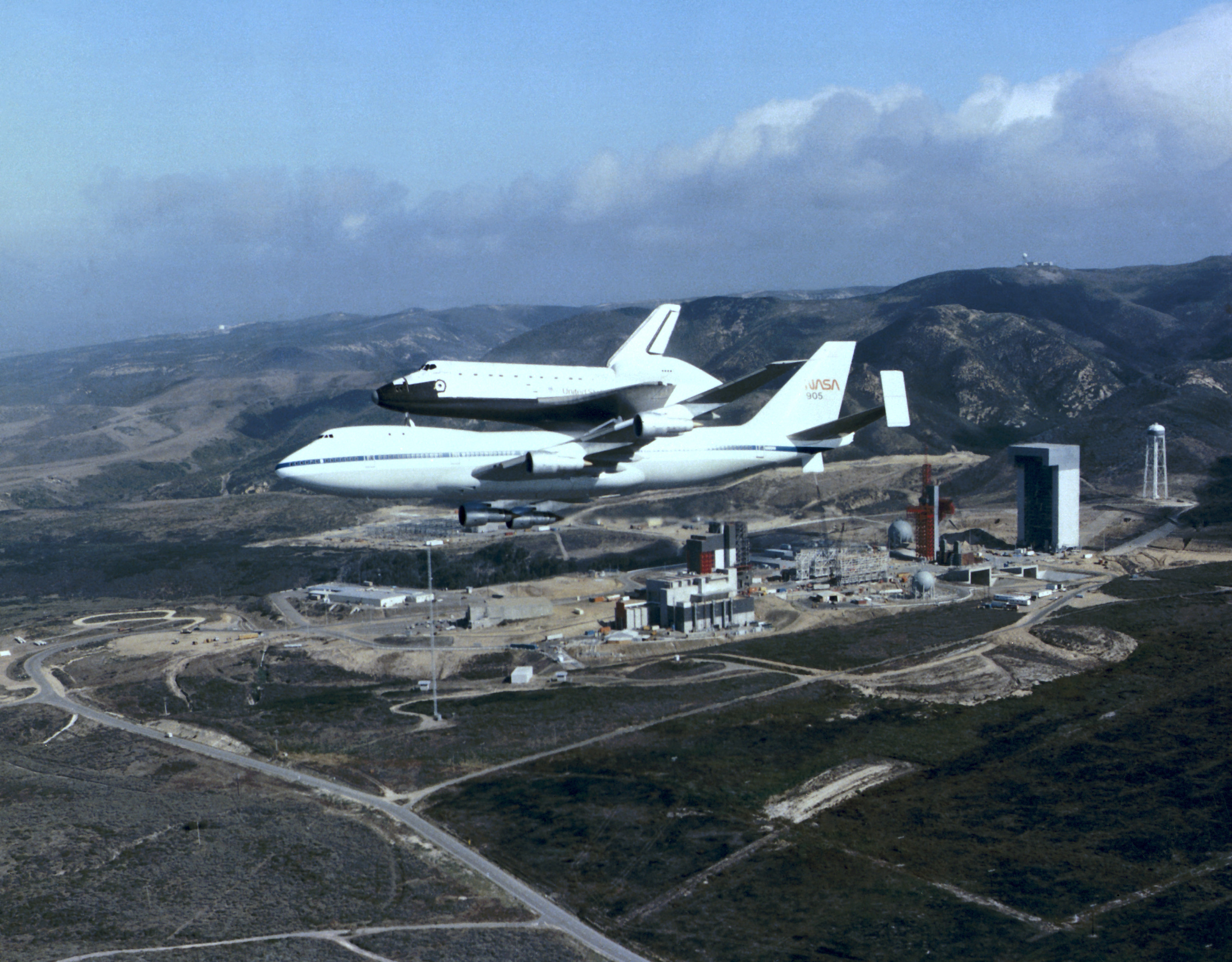
Шаттл «Дискавери» пролетает над Базой Ванденберг, ноябрь 1984 года

## Дальнейшая судьба
В дальнейшем, Гай Гарднер, Джерри Росс и Ричард Муллейн были назначены на STS-27 — второй миссии по «возвращению к полётам». STS-27 была успешно запущена в интересах Министерства обороны США, выведя на орбиту разведывательный спутник Lacrosse 1.
После катастрофы «Челленджера», ВВС отказались от услуг запуска шаттлов с базы Ванденберг, отдав предпочтение традиционным одноразовым ракетам-носителям, стартовая площадка была переоборудована, а все планы по запускам шаттлов с Западного побережья были отменены.
ВВС в дальнейшем рассматривало иные варианты запуска спутника, но постоянные переносы, дороговизна, устаревание и, как итог, потеря интереса к проекту привели к закрытию программы в октябре 1988 года.